# Campionato mondiale di scherma 1961
Il Campionato mondiale di scherma del 1961 si è svolto a Torino, in Italia, presso il Palazzo dello Sport.
Sono stati assegnati 2 titoli femminili e 6 titoli maschili:
- femminile
  - fioretto individuale
  - fioretto a squadre
- maschile
  - fioretto individuale
  - fioretto a squadre
  - sciabola individuale
  - sciabola a squadre
  - spada individuale
  - spada a squadre

## Risultati

### Uomini
| Evento                          | Oro | Argento                                                                                              | Bronzo                                                                                                  |
| Spada                           | | | |
| Spada individuale (dettagli)    | Jacques Guittet                                                                                             | Hans Lagerwall                                                                                       | Tamás Gábor                                                                                             |
| Spada a squadre (dettagli)      | Unione Sovietica Arnol'd Černuševič Valēntin Čēṙnikov Bruno Habārovs Guram Kostava Dmitrij Ljulin           | Francia Philippe Schraag Yves Dreyfus Jacques Guittet Armand Mouyal Gérard Lefranc Claude Bourquard  | Svezia Göran Abrahamsson Ivar Genesjö Hans Lagerwall Orvar Lindwall Berndt-Otto Rehbinder Axel Wahlberg |
| Fioretto                        | | | |
| Fioretto individuale (dettagli) | Ryszard Parulski                                                                                            | Jenő Kamuti                                                                                          | Mark Midler                                                                                             |
| Fioretto a squadre (dettagli)   | Unione Sovietica Mark Midler Jurij Rudov Aleksander Seveljov Jurij Sisikin German Svešnikov Viktor Ždanovič | Ungheria Ferenc Czvikovszky Jenő Kamuti László Kamuti Kázmér Pacséri Sándor Szabó József Gyuricza    | Polonia Ryszard Parulski Egon Franke Witold Woyda Zbigniew Skrudlik Janusz Różycki Henryk Nielaba       |
| Sciabola                        | | | |
| Sciabola individuale (dettagli) | Jakov Ryl'skij                                                                                              | Emil Ochyra                                                                                          | Wojciech Zabłocki                                                                                       |
| Sciabola a squadre (dettagli)   | Polonia Jerzy Pawłowski Wojciech Zabłocki Emil Ochyra Ryszard Zub Franciszek Sobczak Jerzy Wandzioch        | Unione Sovietica Umjar Mavlichanov Nugzar Asatiani Jevhen Čerepovs'kyj Jakov Ryl'skij Valerij Žitnyj | Ungheria Tamás Mendelényi Péter Bakonyi Gábor Delneky Zoltán Horváth Rudolf Kárpáti Miklós Meszéna      |

### Donne
| Evento                          | Oro | Argento | Bronzo                                                                           |
| Fioretto                        | | |                                                                                  |
| Fioretto individuale (dettagli) | Heidi Schmid | Aleksandra Zabelina                                                                                             | Valentina Rastvorova                                                             |
| Fioretto a squadre (dettagli)   | Unione Sovietica Galina Gorochova Diana Nikančikova Tat'jana Ljubeckaja Valentina Prudskova Valentina Rastvorova Aleksandra Zabelina | Ungheria Katalin Juhász-Nagy Ildikó Rejtő Magdolna Nyári-Kovács Lídia Dömölky-Sákovics Judit Ágoston-Mendelényi | Romania Ana Ene Olga Orban-Szabo Ecaterina Orb-Lazăr Maria Vicol Geta Sachelarie |

## Medagliere
| Posizione | Nazione          |   |   |   | Totale |
| --------- | ---------------- | - | - | - | ------ |
| 1         | Unione Sovietica | 4 | 2 | 2 | 8      |
| 2         | Polonia          | 2 | 1 | 2 | 5      |
| 3         | Francia          | 1 | 1 | 0 | 2      |
| 4         | Germania Ovest   | 1 | 0 | 0 | 1      |
| 5         | Ungheria         | 0 | 3 | 2 | 5      |
| 6         | Svezia           | 0 | 1 | 1 | 2      |
| 7         | Romania          | 0 | 0 | 1 | 1      |
| Totale    | Totale           | 8 | 8 | 8 | 24     |